# Селітряне виробництво
Виробни́цтво селі́три, у якому використовувався перегній із могил і старих валів городищ, було надзвичайно поширеним в Україні. Особливо численні селітряні майдани існували на Задніпров'ї, де діяла згадана під 1636 р. урядова «Адміністрація селітряних маєтків», якій підпорядковувалися міста Березань, Биків, Яблунів, Миргород, а також Полтава, Зигмунтів, Краснопіль, Крукпіль і Чумгак. 
Селітряне виробництво в Україні 1621 р. було передане королівському коморнику Бартолемею Обалковському «у всій землі Київській і по всій тамтешній Україні, у Білгородських, Очаківських і Путивльських Диких полях, коло Муравських татарських шляхів, ...де б легше знайшлися придатні для вироблення селітри городища, могили та інші місця». 
За дещо пізнішими свідченнями, виробництво димного пороху із селітри, сірки і вугілля мало масовий характер; його вмів виготовляти майже кожен козак. З кінця XVII ст. Лівобережна і Слобідська Україна стали основними постачальниками селітри для Росії.

Процес отримання селітри на межі XVI й XVII століть описаний у романі «Людолови» Зінаїди Тулуб:
|  | Скрізь, де тільки були старі городища, вали, міські і монастирські смітники, ходив він з досвідченими козаками-селітряниками і шукав селітряної землі. Сагайдачний набирав повні жмені перегною, розтирав у долонях, шукав білуватої поволоки, наче від вивареної солі, І ледве знаходив її, вмить біля смітника або городища виростали землянки, печі й хати і від передсвітанкових присмерків до пізнього вечора метушились там буртники-селітряники, насипали землю в діжки, наливали її водою, а другого дня зливали насичений луговиною розчин, виварювали його у мідних казанах, потім змішували з попелом і знов варили, аж поки селітра не осаджувалася на дно і стінки діжок рудими кристалами. Тоді готову селітру вишкрябували, сушили і везли до порохових млинів. |

## Виробництво селітри в сучаснійУкраїні
На початку 2011 Дмитро Фірташ придбав ВАТ «Азот» у харківського олігарха Олександра Ярославського. Вартість заводу не розголошується, однак відомо, що Ярославський прагнув отримати за «Азот» USD800 млн і залишився задоволений результатом угоди. Зокрема, виробництво селітри в Україні контролює холдингова група OSTCHEM, до складу якої входять найбільші хімічні підприємства України: Черкаський «Азот», Концерн «Стирол» (Горлівка), Сіверськодонецький «Азот» та «Рівнеазот». Дмитро Фірташ та пов'язані з ним структури зосередили у своїх руках виробництво 100% селітри в Україні, 80% карбаміду та 75% аміаку.